# Nacer Badache
Pour les articles homonymes, voir Badache.
 (mars 2020).
Nacer Badache, né le 6 octobre 1961 à Alger, est un footballeur international algérien. Il a évolué au poste de milieu de terrain.
Il compte 2 sélections en équipe nationale entre 1984 et 1985.

## Palmarès
- Vice-champion d'Algérie en 1984 avec l'USM El Harrach.
- Finaliste de la Coupe d'Algérie en 1988 avec le CR Belouizdad.
- Vice-champion d'arabe en 1985 avec l'USM El Harrach.

### Sélections
- Troisième place aux Jeux panarabes 1985